# Robert de Anjou
Robert de Anjou (în italiană Roberto d’Angiò; n. 1277, Santa Maria Capua Vetere, Campania, Italia – d. 20 ianuarie 1343, Napoli, Regatul Neapolelui), numit „cel Înțelept“ (il Saggio), a fost rege al Regatului de Napoli din 1309 până în 1343. A fost fratele regelui Carol Martel de Anjou și unchiul regelui Carol Robert de Anjou.

## Originea
Robert a fost fiul regelui Carol al II-lea de Napoli și al reginei Maria de Ungaria. 

## Mecenatul artistic și cultural
Între anii 1328-1333 la curtea sa din Napoli a activat pictorul Giotto di Bondone. Tot la curtea sa din Napoli l-a adus pe scriitorul Giovanni Boccaccio, care a avut o relație cu Maria de Conti, fiică nelegitimă a regelui, care apare ca Fiammetta în multe din creațiile literare ale lui Boccaccio.
În anul 1333 i-a sprijinit pe franciscani să obțină Cenaclul din Ierusalim, sala în care conform tradiției a avut loc Cina cea de Taină.